# Jules Van Praet
Pour les articles homonymes, voir Van Praet.
Jules  Van Praet (Bruges, 2 juillet 1806 - Bruxelles,  29 décembre 1887) est un historien, homme d'État et diplomate belge qui a joué un rôle d'influence important lors de l'Indépendance de la Belgique et dans les premières années de son existence. Il était l'un des principaux conseillers et le principal collaborateur et confident du roi Léopold Ier. 

## Biographie

### Jeunesse
Jules Frédéric Joseph Augustin Van Praet, né à Bruges le 2 juillet 1806, est le fils d'Augustin Van Praet, greffier civil au tribunal civil de l'arrondissement de Bruges, et d'Anne-Marie De Pau. Il naît dans une famille d'imprimeurs et de bibliophiles, son oncle étant conservateur de la Bibliothèque Nationale de France et son grand-père imprimant des livres. Il y vit une enfance heureuse dans un milieu cultivé et privilégié. Sa sœur épouse le 7 mai 1827 Paul Devaux, écrivain et homme d'état belge qui jouera un rôle important dans l'instauration de la Monarchie belge.
Il étude au lycée de Bruges, à celui de Bruxelles puis part faire sa philosophie à Paris. Après avoir obtenu un doctorat en droit à l'Université de Gand. Il s'y lie avec Édouard Conway, d'origine irlandaise, qui lui fait connaître le monde anglo-saxon.
En 1826, il est engagé à la bibliothèque communale de sa ville natale. Il consacre une partie de son temps à l'étude de l'évolution politique de l'Europe depuis le Moyen Âge. C'est ainsi qu'il rédige, dans un style sobre imprégné de l'archaïque rigueur des vieux auteurs, une Histoire de la Flandre depuis Guy de Dampierre jusqu'aux ducs de Bourgogne (1828) et De l'origine des communes flamandes et de leur établissement. Le 21 mars 1830, il est nommé conservateur des archives à Bruges où il semble promis à une carrière de tout repos.
Quelques jours après la proclamation de l'indépendance de la Belgique, il est appelé par son beau-frère Paul Devaux à se rendre à Bruxelles : « Jules doit venir à Bruxelles. On trouvera ici à le caser avantageusement ».  Sur les conseils insistants de son ami et beau-frère, il quitte sa ville natale de Bruges, où son poste de conservateur des archives lui laissait assez de loisir pour publier des livres d’histoire. Avec Joseph Lebeau, Charles Rogier et Van Hulst, Paul Devaux, son beau-frère, a participé à la fondation d’une petite gazette frondeuse, le Mathieu Laensbergh (aussi Almanach de Liège), qui dénonce l’arbitraire du roi des Pays-Bas. En sa compagnie, Jules Van Praet se retrouve donc en première ligne lors des journées de septembre 1830 qui mèneront à l'indépendance de la Belgique.

### Au service du roi Léopold Ier

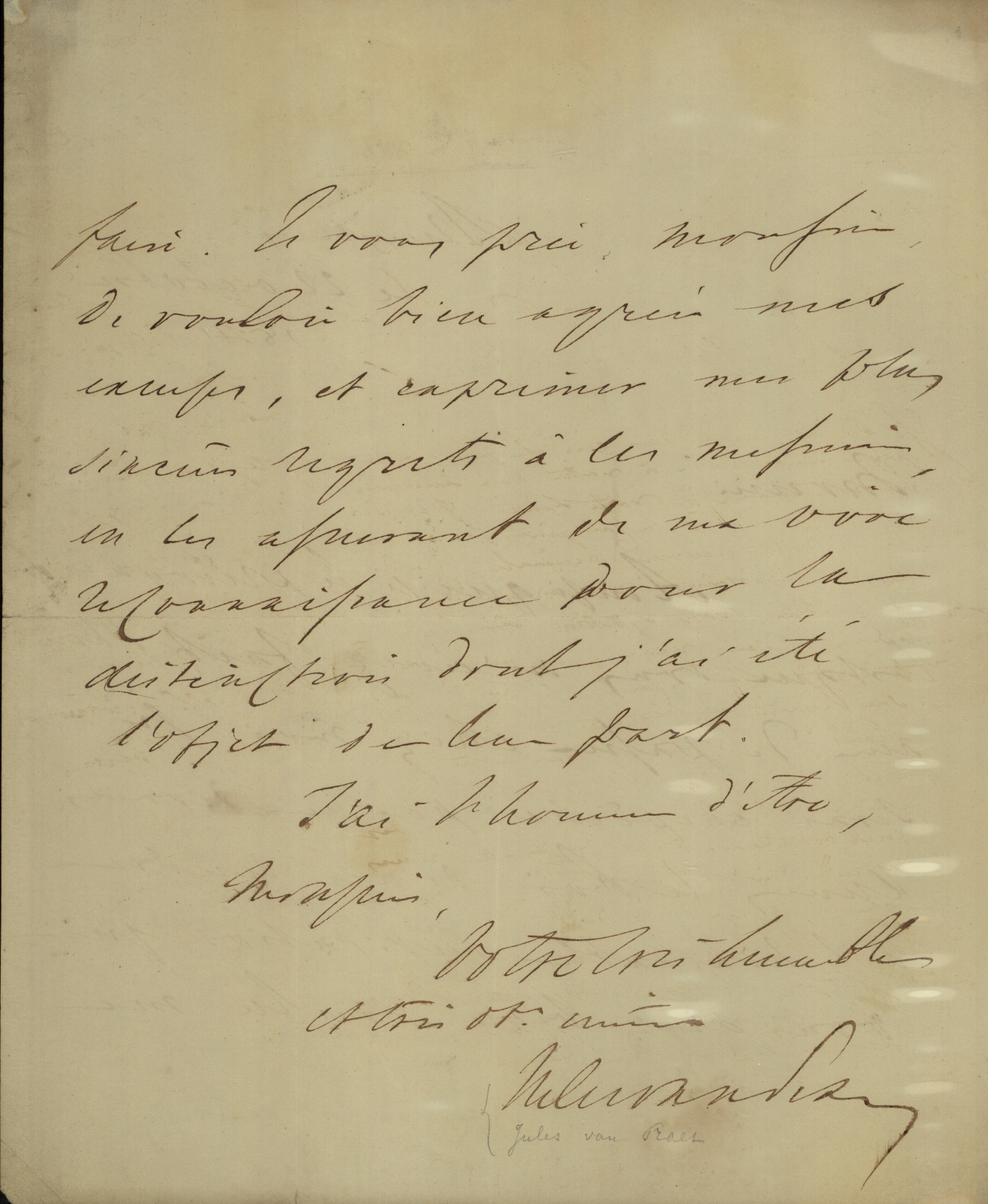
Lettre de Van Praet (1841)

Il entre au ministère des Affaires étrangères où il est affecté au Comité diplomatique comme conseiller de légation, il accompagne le duc d’Aerschot à la conférence de Londres. En chemin, il prend langue avec les délégués du Congrès National venus rencontrer le prince Léopold. Sa connaissance de l’anglais est utile et appréciée lors des négociations à Marlborough House avec le prince Léopold le 12 juillet 1931. Ce dernier choisit à cette occasion d'en faire son secrétaire de cabinet. Dès ce moment, il bénéficie de la confiance du prince et futur roi Léopold Ier comme il bénéficiera de la confiance de son fils le roi Léopold II. Pour accroître sa crédibilité auprès des ministres de son gouvernement, dont certains semblent s’offusquer d’avoir à traiter avec un simple secrétaire, Léopold Ier le fera ministre de la Maison du Roi en 1840, une fonction créée sur mesure qui fera dire aux mauvaises langues que ce « septième ministère » est plus puissant que tous les autres.
Outre le secrétariat du roi, il était chargé des rapports particuliers entre le roi et les souverains étrangers et des pourparlers avec les chefs de formations politiques pour la formation des cabinets ministériels. Il était également requis pour aplanir les conflits entre Léopold Ier et ses ministres tels que la loi sur les couvents ou la reconnaissance du royaume d'Italie.
Fin diplomate et connaisseur de l’âme humaine, il excelle à arrondir les angles, à expliquer inlassablement. Homme de l’ombre et confident, il est dépositaire de secrets qu’il sait garder. À qui se montre trop curieux, il oppose la distance et, s’il insiste, l’ironie. Tout est jugé en fonction des impératifs de la patrie, sa sécurité et son bien-être.
Il prend plaisir à étudier les hommes, découvrir leurs faiblesses, leurs vanités, leur côté caricatural et se révèle un portraitiste talentueux. De Léopold Ier, il dira après l'avoir rencontré à Londres, Le Prince est grand, maigre, pâle. Il a l'air froid et triste mais assez sentimental. On lui donnerait plus que son âge.  C'est une figure qui a souffert.
Il a été élu le 5 avril 1834 membre correspondant de l’Académie royale de Bruxelles et en devient membre titulaire en 1846 dans la Classe des Lettres et des Sciences morales et politiques. Disposant une longue expérience de la politique pour y avoir vécu de nombreuses années dans les coulisses et une vaste culture historique, il publie à partir de 1864 Essais sur l'histoire politique des trois derniers siècles.
Il vit sa mission comme un sacerdoce et a renoncé à se marier parce que cela diminuerait la liberté de mon travail et même mon crédit à la Cour et dans l’opinion. Ses rares heures de loisirs, il les passe dans son hôtel de la rue Ducale, au milieu de sa collection de peintures contemporaines, comme un amateur de tulipes dans son petit jardin.
À la suite de son décès le 29 décembre 1887, il reçoit des funérailles officielles à l'église Notre-Dame du Sablon le 2 janvier 1888 et est inhumé au Cimetière de Laeken.

## Hommages et distinctions
Les lieux publics ont été baptisés à son nom : avenue et pont Van Praet à Bruxelles, Van Praetlei à Anvers et Van Praetstraat à Hemiksem.
Il a reçu les distinctions suivantes :
- Chevalier de l'ordre de Léopold (il a toujours refusé de recevoir une distinction plus élevée dans cet ordre) ;
- Grand-croix de la Légion d'honneur en 1866 (France) ;
- Grand cordon de l'ordre de Léopold d'Autriche ;
- Grand cordon de l'ordre de l'Aigle blanc de Russie ;
- Grand-croix de la Légion d'honneur (France) ;
- Grand-croix de l'ordre du Mérite civil de Saxe ;
- Grand-croix de l'ordre du Lion de Zaehringen ;
- Grand-croix de l'ordre de Saint-Michel (Bavière) ;
- Commandeur grand-croix de l'ordre royal de l'Étoile polaire (Suède) ;
- Grand-croix de l'ordre de Charles III (Espagne) ;
- Grand-croix de l'ordre de Saint-Janvier de Naples ;
- Commandeur de l'ordre de Saint-Étienne de Hongrie ;
- Officier de l'ordre de la Tour et de l'Épée (Portugal) ;
- Officier de l'ordre ottoman du Nichan (Empire ottoman).

## Publications
- L'histoire de la Flandre depuis Guy de Dampierre jusqu'aux ducs de Bourgogne (1828).
- De l'origine des communes flamandes et de l'époque de leur établissement (1829).
- Essais sur l'histoire politique des trois derniers siècles (trois volumes parus en 1864, 1874 et 1884).

## Sources et Littérature
- Emile BANNING, Jules Van Praet, dans: Moniteur Belge, 1/01/1888
- E. DISCAILLES, Jules Van Praet, dans: Biographie nationale de Belgique, T. XVIII, col. 154-163
- Alphonse Wauters, Jules Van Praet, dans: Annuaire de l'Académie Royale de Belgique, 1890
- baron de HAULLEVILLE, Portraits et silhouettes, T. 1er, Bruxelles, 1892
- G. CHARLIER, Stendhal et les Van Praet, dans: Revue d’histoire littéraire de la France, 1922, pp. 492–494
- G. CHARLIER, Stendhal et ses amis belges, Paris (ed. Le Divan), 1932
- A. DE RIDDER, Une mission de Jules Van Praet à Londres en 1838, dans: Bulletin de la Commission Royale d’Histoire, T. LXXXVIII, 1924
- Louis DE LICHTERVELDE, Leopold II, Bruxelles, 1926
- Louis de LICHTERVELDE, Léopold 1er et la formation de la Belgique contemporaine, Bruxelles, 1929
- Carlo Bronne, Léopold 1er et son temps, Bruxelles, 1942
- Carlo BRONNE, Jules Van Praet, Ministre de la Maison du Roi, Bruxelles, 1943
- Carlo BRONNE, La comtesse Le Hon, Bruxelles, 1952
- Piet VERMEIR, Leopold I, Dendermonde, Deel I, 1965, Deel II, 1967
- J. VANDAMME, Het bibliotheekwezen in Brugge vóór 1920, Brugge, 1971
- André VANDEWALLE, Beknopte inventaris van het stadsarchief van Brugge, Deel I: Oud Archief, Brugge, 1979
- Jean STENGERS, L'Action du Roi en Belgique depuis 1831. Pouvoir et influence, Paris - Louvain-La Neuve, 1992
- Alphonse VANDENPEEREBOOM, La fin d'un règne. Notes et souvenirs, Gand, 1994.
- Andries VAN DEN ABEELE, Jan Baptist Herregoudts, schilder en brouwer, dans: Biekorf, 1995, blz. 87-92
- Andries VAN DEN ABEELE, Drukker Joseph Van Praet in de Kuipersstraat, dans: Biekorf, 1995, blz. 200-211
- Andries VAN DEN ABEELE, De Herregouds-portretten en Jozef Van Praet, dans: Biekorf, 1995, blz. 286-288
- Andries VAN DEN ABEELE, De Brugse drukker-uitgever Joseph Van Praet (1724-1792) en zijn tijd, dans: Handelingen Genootschap voor geschiedenis Brugge, 1996, blz. 98-138
- Andries VAN DEN ABEELE, De zoons van drukker-uitgever Joseph Van Praet, dans: Biekorf, 1997, blz. 206-221
- Gustaaf JANSSENS & Jean STENGERS (dir.), Nouveaux regards sur Léopold Ier et Léopold II, Fonds d’Archives Goffinet, Bruxelles, Fondation Roi Baudouin, 1997.
- G. LACAMBRE, dans Catalogue exposition Paris-Bruxelles, Bruxelles-Paris, Bruxelles, Fonds Mercator, 1998
- G. KIRSCHEN, Léopold avant Léopold Ier, Bruxelles, 1998
- Andries VAN DEN ABEELE, Jules Van Praet, dans: Bulletin de l'Association royale de la noblesse, 2002
- Henriette CLAESSENS, Leven en liefdes van Leopold I, Lannoo, Tielt, 2002
- Andries VAN DEN ABEELE, Bibliotheken en boekenbedrijf in Brugge op het einde van de 18de eeuw. De wereld omheen Joseph-Ignace Van Praet, dans: Ludo VANDAMME (uitg.), The Founding Fathers, het bibliotheeklandschap in Brugge omstreeks 1800, Brugge, 2004